# Cottanello
Cottanello és un comune (municipi) de la província de Rieti, a la regió italiana del Laci, situat a uns 60 km al nord de Roma i a uns 15 km a l'oest de Rieti. A 1 de gener de 2019 la seva població era de 536 habitants.